# ماكس ووكر
ماكس ووكر (بالإنجليزية: Max Walker)‏ (و. 1948 – 2016 م) هو لاعب كريكت، ولاعب كرة قدم أسترالية، ومعلق رياضي، وكاتب أسترالي، توفي في ملبورن، عن عمر يناهز 68 عاماً، بسبب ورم نخاعي متعدد.

## التعليم
تعلم في المعهد الملكي للتكنولوجيا في ملبورن، وتعلم في The Friends' School, Hobart ‏
.

## جوائز
حصل على جوائز منها:

معين للحصول على نيشان أستراليا (13 يونيو 2011)

## روابط خارجية
- ماكس ووكر على موقع إي آس بي آن كريك إنفو (الإنجليزية)
- ماكس ووكر على موقع AustralianFootball.com (الإنجليزية)
- ماكس ووكر على موقع AFLtables.com (الإنجليزية)